# امیگرنت (مونتانا)
امیگرنت (به انگلیسی: Emigrant) یک محدوده ثبت‌نشده در شهرستان پارک ایالت مونتانا کشور ایالات متحده آمریکا است که جمعیت آن در سرشماری سال ۲۰۱۰ میلادی، ۴۸۸ نفر بوده‌است.